# نيكولا فابيانو
نيكولا فابيانو (بالفرنسية: Nicolas Fabiano)‏ هو لاعب كرة قدم فرنسي في مركز الوسط، ولد في 8 فبراير 1981 في كوربفوا في فرنسا. شارك مع منتخب فرنسا تحت 20 سنة لكرة القدم. أما مع النوادي، فقد لعب مع باريس سان جيرمان وراسينغ كولومب وسوانزي سيتي ونادي أبردين ونادي النجم الأحمر ونادي إستر.

## وصلات خارجية
- نيكولا فابيانو على موقع رابطة كرة القدم الفرنسية للمحترفين (الإنجليزية)
- نيكولا فابيانو على موقع قاعدة بيانات كرة القدم.إي يو (الإنجليزية)
- نيكولا فابيانو على موقع Soccerbase.com (لاعب) (الإنجليزية)